# Apallates lutzi
Apallates lutzi är en tvåvingeart som först beskrevs av Charles Howard Curran 1926.  Apallates lutzi ingår i släktet Apallates och familjen fritflugor. Inga underarter finns listade i Catalogue of Life.